# Mauvezin (Gers)
Mauvezin è un comune francese di 1 942 abitanti situato nel dipartimento del Gers nella regione dell'Occitania.

## Società

### Evoluzione demografica
Abitanti censiti